# Zvekovac
Zvekovac is een plaats in de gemeente Dubrava in de Kroatische provincie Zagreb. De plaats telt 217 inwoners (2001).